# Berliner Platz (Erfurt)

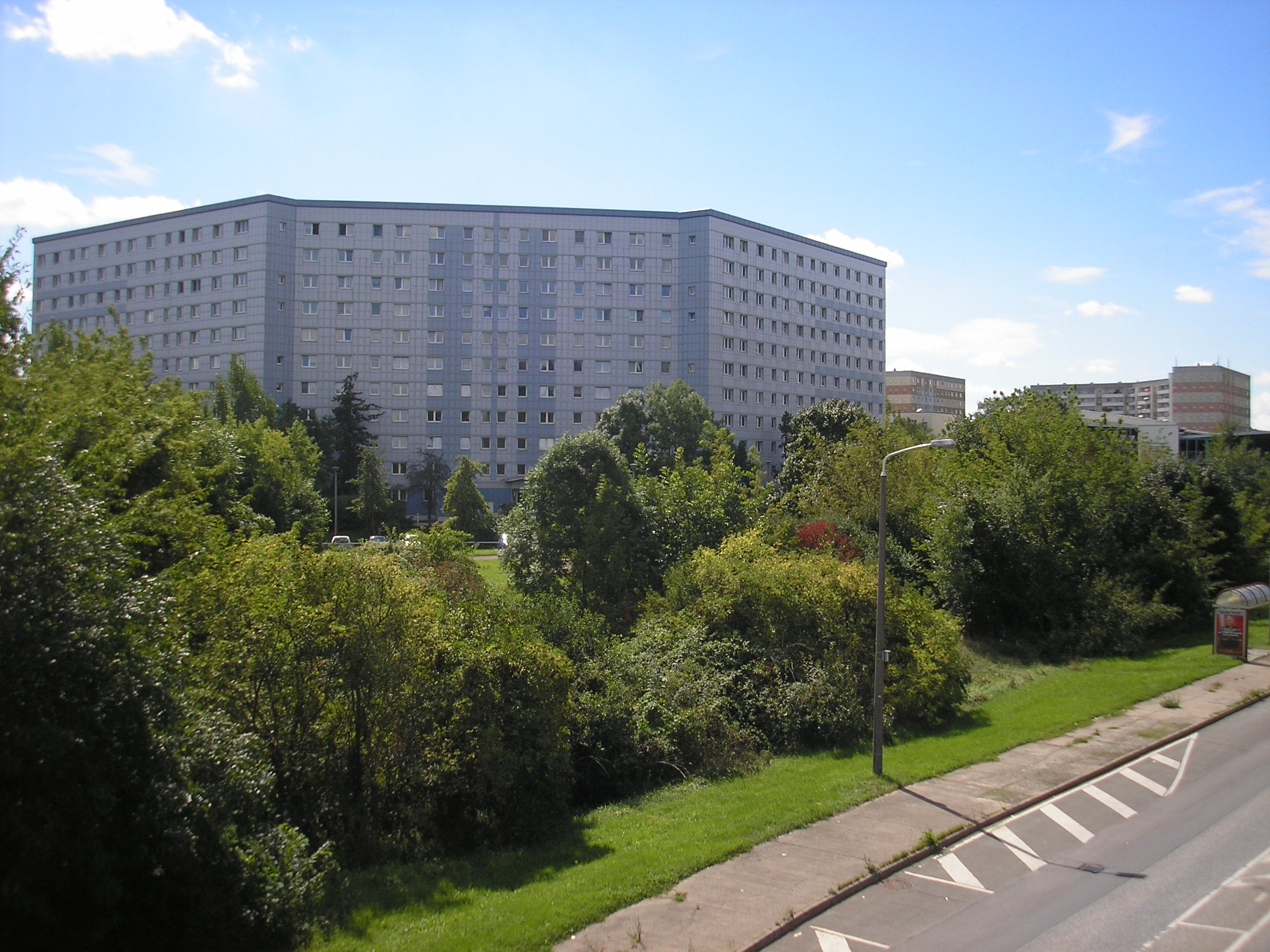
Plattenbauten im Norden des Berliner Platzes

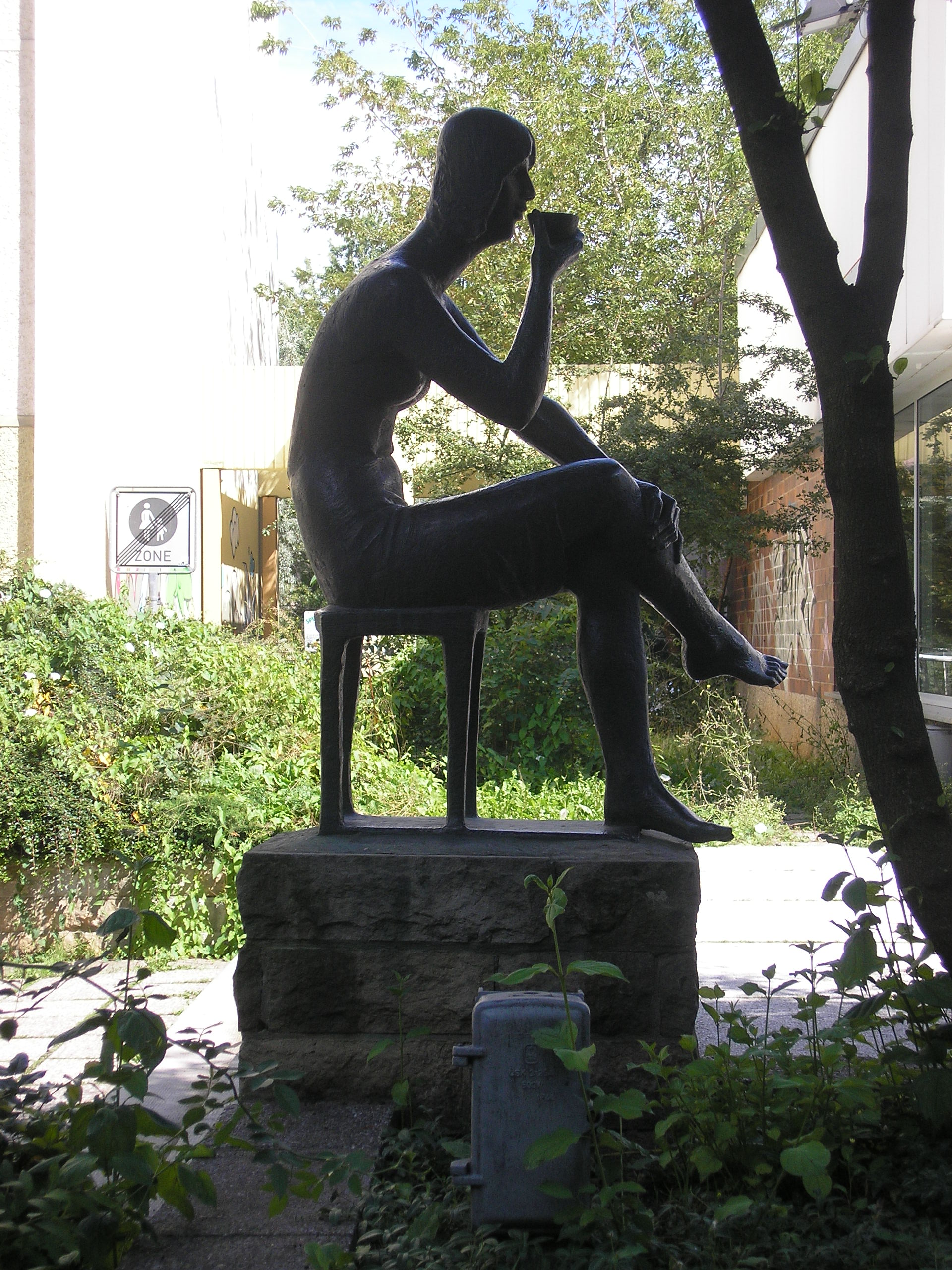
Skulpturen verzieren die Fußgängerzone

Der Berliner Platz ist ein Stadtteil der thüringischen Landeshauptstadt Erfurt. Es handelt sich hierbei um ein Plattenbaugebiet in Erfurt-Nord mit 5.791 Einwohnern (2014) auf einer Fläche von 0,49 km². 

## Geografie und Verkehr
Der Neubaukomplex Berliner Platz wird im Westen von der Nordhäuser Straße, im Süden von der Riethstraße sowie der Radrennbahn, im Osten von der Gera und im Norden von der Straße der Nationen eingegrenzt. Im Berliner Platz liegen die Prager, die Berliner, die Warschauer und die Hanoier Straße. Angrenzende Stadtteile sind der Moskauer Platz im Norden, das Rieth im Osten, Ilversgehofen im Südosten und die Andreasvorstadt im Süden und Westen. Das Gelände ist eben und liegt in der Talaue der Gera, lediglich nach Südwesten steigt es leicht an; die Höhenlage beträgt etwa 180 Meter ü.NN. 
Der Stadtteil entstand ab 1973 bis 1978 in Plattenbauweise mit 4.000 neuen Wohnungen. Als städtebauliche Dominante dienen drei Punkthochhäuser, zwei an der Nordhäuser Straße und eines an der Warschauer Straße mit jeweils 16 Geschossen. An diesen beiden Hauptachsen wurden des Weiteren acht elfgeschossige Großblocks errichtet, während in den Nebenstraßen kleinere, fünfgeschossige Wohnblocks entstanden. Als Quartiersmittelpunkt dient der namensgebende Berliner Platz mit Stadtteilzentrum (Schule, Einkaufsmöglichkeiten usw.). Dort wurde eine Fußgängerzone angelegt, die von der Straßenbahn an der Warschauer Straße im Süden bis zur Trasse der ehemaligen Kleinbahn Erfurt–Nottleben am renaturierten Marbach im Norden reicht. Es entstanden Pavillons für Geschäfte, die sich aber nicht mehr behaupten konnten, weshalb die Fußgängerzone inzwischen recht verwaist erscheint. Zur Straßengestaltung wurden hier verschiedene Bronzeplastiken des Künstlers Martin Wetzel aufgestellt. Am Ostrand des Stadtteils verläuft entlang der Gera ein grünes Band aus Parkanlagen, die der Naherholung dienen. Auch ein Sportplatz ist dort vorhanden. 
An den öffentlichen Personennahverkehr ist der Stadtteil sehr gut angebunden. Über die Linien 1, 3 und 6 der Straßenbahn Erfurt besteht etwa alle drei Minuten eine Verbindung zur Innenstadt und zum Hauptbahnhof. Die Straßenbahnstrecke von der Innenstadt zum Rieth entstand 1974 und wurde 2007 zur Magdeburger Allee verlängert, während die Verbindung zum Europaplatz 1978 gebaut wurde. An der Riethstraße im Süden verkehren die Linien 3 und 6, an der Berliner Straße in der Mitte die Linien 1 und 6 und an der Warschauer Straße sowie der Straße der Nationen im Norden die Linien 1 und 3. Zwischen 1976 und 1995 verfügte der Stadtteil zudem durch den Haltepunkt Berliner Straße der ehemaligen S-Bahn Erfurt über einen Eisenbahnanschluss. 
Im Individualverkehr ist die Nordhäuser Straße die Hauptverbindung ins Zentrum sowie zur Bundesstraße 4 und zur Straße der Nationen, die den Erfurter Norden erschließt. Zur Bundesautobahn 71 sind es etwa drei Kilometer. Außerdem verläuft der Gera-Radweg am östlichen Rand des Viertels. 
Insgesamt gab es im Jahr 2009 im Berliner Platz 161 Gebäude mit 3.771 Wohnungen, also etwa 23 Wohnungen pro Gebäude. Von ihnen standen 246 leer, was einer Leerstandsquote von 6,5 % entspricht. Nur im Jahr 2006 wurden bisher Wohnungen abgerissen, betroffen waren 264 Wohnungen im Rahmen des Programms Stadtumbau Ost. Damit ist der bisherige Wohnungsrückbau geringer als in den angrenzenden Erfurter Plattenbaugebieten. Seit der Wiedervereinigung wurde ein großer Teil der Wohnungen saniert.

## Einwohnerentwicklung
Zu DDR-Zeiten lebten in den 4000 Wohnungen des Stadtteils etwa 8500 Personen, also etwa 2,1 Personen pro Wohnung. Nach der Wiedervereinigung stieg der Lebensstandard und damit auch die beanspruchte Wohnfläche pro Person an, außerdem zogen erwachsen gewordene Kinder aus, sodass sich die Einwohnerzahl des Berliner Platzes verringerte. Die zunehmende Alterung führt zudem zum Ansteigen von alleinlebenden bzw. verwitweten Personen, sodass heute in etwa 3500 bewohnten Wohnungen nur noch etwa 5800 Menschen, also 1,65 Personen pro Wohnung, leben. Zudem nahm die Attraktivität von Plattenbauwohnungen ab und die mittleren Altersschichten und Familiengründer wanderten ab. Im Gegenzug wanderten seit der Aufnahme des Lehrbetriebs der Universität Erfurt am nahe gelegenen Campus in der Nordhäuser Straße verstärkt Studenten zu. Dadurch sind zwei Bevölkerungsgruppen überdurchschnittlich vertreten: Rentner und junge Erwachsene, während die mittleren Altersgruppen und Kinder unterdurchschnittlich oft im Berliner Platz wohnen. So zählt er mit einem Durchschnittsalter von 50,1 Jahren im Jahr 2009 zu den demografisch ältesten Stadtteilen Erfurts. Dennoch ist der Berliner Platz durch leichte Wanderungsgewinne und ein sinkendes Geburtendefizit etwa seit 2005 demografisch stabil. Im Berliner Platz lebten 2009 342 Ausländer, was einem Anteil von 5,85 % entspricht und damit etwa 2,5 % über dem Erfurter Durchschnitt liegt. 
Daten der Stadtverwaltung Erfurt, jeweils zum 31. Dezember.
| Jahr | Einwohnerzahl | Entwicklung (1990 = 100 %) | Entwicklung Erfurt (1990 = 100 %) |
| ---- | ------------- | -------------------------- | --------------------------------- |
| 1990 | 8.473         | 100,0                      | 100,0                             |
| 1995 | 8.015         | 94,6                       | 93,4                              |
| 1996 | 7.853         | 92,7                       | 91,9                              |
| 1997 | 7.370         | 87,0                       | 90,6                              |
| 1998 | 7.042         | 83,1                       | 89,3                              |
| 1999 | 6.758         | 79,8                       | 88,0                              |
| 2000 | 6.395         | 75,5                       | 87,6                              |
| 2001 | 6.294         | 74,3                       | 87,4                              |
| 2002 | 6.229         | 73,5                       | 87,2                              |
| 2003 | 6.242         | 73,7                       | 88,0                              |
| 2004 | 6.099         | 72,0                       | 88,4                              |
| 2005 | 5.962         | 70,4                       | 88,5                              |
| 2006 | 5.975         | 70,5                       | 88,4                              |
| 2007 | 5.839         | 68,9                       | 88,5                              |
| 2008 | 5.861         | 69,2                       | 88,5                              |
| 2009 | 5.848         | 69,0                       | 88,8                              |
| 2010 | 5.835         | 68,9                       | 89,2                              |
| 2011 | 5.838         | 68,9                       | 89,8                              |
| 2012 | 5.844         | 69,0                       | 90,4                              |
| 2013 | 5.817         | 68,7                       | 91,1                              |
| 2014 | 5.791         | 68,3                       | 91,7                              |
| 2015 | 6.016         | 71,0                       | 93,3                              |
| 2016 | 6.048         | 71,4                       | 93,9                              |

## Wahlen
Bei den Kommunalwahlen in Thüringen 2009 wurden im Berliner Platz erstmals ein Ortsteilbürgermeister sowie ein Ortsteilrat gewählt. Vorher verfügte der Stadtteil nicht über ein eigenes politisches Repräsentationsgremium. 
| Partei          | Stadtrat 2009 | Landtag 2009 | Europa 2009 | Bundestag 2013 | Bundestag 2021 |
| --------------- | ------------- | ------------ | ----------- | -------------- | -------------- |
| Die Linke       | 29,3          | 40,4         | 35,0        | 32,5           | 16,1           |
| CDU             | 18,4          | 22,2         | 20,4        | 28,3           | 11,5           |
| SPD             | 33,3          | 19,4         | 21,3        | 20,2           | 25,3           |
| Grüne           | 3,5           | 4,3          | 4,5         | 3,1            | 4,6            |
| FDP             | 3,6           | 4,0          | 3,4         | 1,7            | 4,9            |
| Wahlbeteiligung | 31,2          | 39,0         | 31,2        | 45,6           | 39,1           |